# Zweiter Sachstandsbericht des IPCC

Logo des IPCC

Der Zweite Sachstandsbericht des IPCC (englisch: Second Assessment Report SAR) war der im Dezember 1995 vom Zwischenstaatlichen Ausschuss für Klimaänderungen (Intergovernmental Panel on Climate Change, IPCC) herausgegebene Bericht, der die damals verfügbaren wissenschaftlichen Erkenntnisse zum Klimawandel zusammenfasste. Es war der zweite Bericht des Gremiums, welches im Auftrag der Vereinten Nationen die Risiken der aktuellen Klimaveränderungen beurteilen und Vermeidungsstrategien aufzeigen soll. Er wurde im Jahr 2001 vom Dritten Sachstandsbericht (TAR) abgelöst. Der Bericht enthält keine eigenen Forschungsergebnisse, sondern fasst Erkenntnisse aus bestehenden wissenschaftlichen Veröffentlichungen zusammen, die bereits einer Begutachtung (Peer-Review) unterlagen.

## Inhalt und Aufbau des Berichts
Der Bericht bestätigte die grundlegenden Erkenntnisse des ihm vorausgehenden Ersten Sachstandsbericht aus dem Jahr 1990. Dazu gehörten unter anderem, dass der Mensch durch seinen Ausstoß an Treibhausgasen die Zusammensetzung der Atmosphäre signifikant verändert und so in den natürlichen Treibhauseffekt der Erde eingreift, dass sich die globale Mitteltemperatur der Erde erwärmt und sich dieser Trend in den nächsten Jahrzehnten durch den weiter stattfindenden Ausstoß von Treibhausgasen fortsetzen wird. Da der Trend von natürlichen zeitlichen und regionalen Schwankungen überlagert wird, ist keine kontinuierliche Erwärmung von Jahr zu Jahr zu erwarten.
Der Zweite Sachstandsbericht mit dem Titel Climate Change 1995 untergliederte sich in vier wesentliche Teile:
- den Synthesebericht, der die wesentlichen wissenschaftlichen Erkenntnisse zusammenfasst, die für Artikel 2 der Klimarahmenkonvention der Vereinten Nationen von Relevanz sind.
- der Bericht der IPCC-Arbeitsgruppe I, welcher sich mit den wissenschaftlichen Grundlagen von Klimaänderungen befasst.
- der Bericht der IPCC-Arbeitsgruppe II, der die Auswirkungen, Anpassung und Verwundbarkeiten im Zusammenhang mit Klimawandel beschreibt.
- der Bericht der IPCC-Arbeitsgruppe III, in dem die ökonomischen und sozialen Dimensionen des Klimawandels untersucht werden.

Die Berichte der jeweiligen Arbeitsgruppen enthalten jeweils eine Zusammenfassung für politische Entscheidungsträger, die die mehrere hundert Seiten umfassenden Teilberichte in ihren wesentlichen Erkenntnissen zusammenfassen. Der Synthesebericht und die Zusammenfassungen wurden in den sechs offiziellen UN-Sprachen Arabisch, Chinesisch, Englisch, Französisch, Russisch und Spanisch veröffentlicht, die ausführlichen Teilberichte nur in englischer Sprache.

## Fortschritte zum vorhergehenden Bericht
Um die Projektionen der künftigen Entwicklung zu verbessern, wurden die bisherigen vier Emissionsszenarien (A-D) des Ersten Sachstandsberichts umstrukturiert und durch sechs neue Szenarien (IS92a-f) abgelöst, die detailliertere Annahmen zum Ausstoß von Treibhausgasen, Aerosolen, der Bevölkerungs-, Technologie- und Wohlstandsentwicklung machen. Aufgrund von Verbesserungen des Verständnisses des Kohlenstoffkreislaufs, der besseren Berücksichtigung von Aerosol-Emissionen und etwas niedrigeren Annahmen zum künftigen Ausstoß von Treibhausgasen, wurden die Projektionen für die erwartete Temperaturerhöhung in den mittleren Emissionsszenarien um etwa ein Drittel auf 2 °C bis zum Jahr 2100 abgesenkt.
Weiter wird im Bericht geschildert, dass sich seit dem Ersten Sachstandsbericht das Verständnis für eine Reihe von Themengebieten weiterentwickelt hat. So habe es deutliche Verbesserungen gegeben, zwischen natürlichen und anthropogenen Einflüssen auf das Klima zu unterscheiden. Aufgrund verschiedener Unsicherheiten und da die menschlichen Einflüsse sich erst langsam aus dem Rauschen der natürlichen Klimafluktuationen herausheben, war es jedoch noch nicht möglich, den menschlichen Einfluss verlässlich zu quantifizieren. Auch im Bereich der Paläoklimatologie gab es Fortschritte, so dass die verbesserten Temperaturrekonstruktionen darauf hindeuten, dass das 20. Jahrhundert wärmer war als jeder andere vergleichbare Zeitraum seit dem Jahr 1400 AD. Über frühere Zeiträume lagen zum damaligen Zeitpunkt noch nicht genug Paläodaten vor, um eine zuverlässige Bestimmung der globalen Mitteltemperatur zu ermöglichen. Die Weiterentwicklung von Klimamodellen durch höhere Auflösungen und die Berücksichtigung von mehr und verbessert modellierten physikalischen Prozessen, ermöglichten es den Modellen, genauer die bisherige Klimaentwicklung nachzubilden und zuverlässigere Vorhersagen zu treffen. So sagten alle verwendeten Klimamodelle richtig voraus, dass sich Nachttemperaturen stärker erwärmen werden als Tagestemperaturen, dass die Erwärmung in Regionen hoher nördlicher Breiten am stärksten sein werde, es in der Arktis im Sommer jedoch nur zu einer leichten Oberflächenerwärmung kommen werde.